# Dongongo
Dongongo est un village du Cameroun, situé dans la région de l'Est et dans le département de la Kadey. Il est localisé dans la commune de Ndelele.

## Population
Dongongo fait partie du canton kaka mbessembo. En 1965, 133 habitants sont recensés à Dongongo principalement des kaka.
Le recensement de 2005 y dénombre 560 habitants dont 271 de sexe masculin et 289 de sexe féminin.

## Infrastructures
Dongongo dispose notamment d'un marché périodique fonctionnel les jeudis, de plusieurs points d'eau, de plusieurs écoles primaires.